# Mendigos en España
Mendigos en España (título original en inglés Beggars in Spain) es una novela corta de ciencia ficción escrita en 1991 por Nancy Kress, y que recibió el premio Nébula a la mejor novela corta y el premio Hugo en la misma categoría. En 1993 la autora la amplió hasta convertirla en una novela dividida en cuatro partes: Leisha, Sanctuary, Soñadores y Mendigos; la primera de ellas, Leisha, es el texto íntegro de la novela corta original. Esta novela ampliada fue finalista de los premios Hugo y Nébula. Kress publicó en 1995 una continuación titulada Mendigos y opulentos, en 1996 un tercer libro titulado La Cabalgata de los Mendigos y en 1999 un cuarto titulado Perros durmientes.

## Argumento
Las premisas de las que parte son simples: mediante ingeniería genética se obtienen niños insomnes que no necesitarán dormir. De esta forma, disponiendo de un tercio más de tiempo que el resto de los niños, maduran antes y obtienen notables ventajas en sus actividades. Además, como efecto secundario, envejecen más despacio y se mantienen más sanos.
Debido a sus múltiples ventajas (además del hecho de que son hijos de padres acaudalados capaces de pagar los costosos tratamientos genéticos), los insomnes obtienen altas cuotas de poder, por lo que son rechazados por la mayor parte de la sociedad, que los ve con una mezcla de desconfianza y envidia.
De esta forma, los insomnes, rechazados por la sociedad, se refugian y protegen entre ellos.
La protagonista es una de estas insomnes. Sin embargo, durante la operación se produce una duplicación inesperada y, junto con ella nace una segunda gemela no modificada, idéntica por completo a ella excepto en el hecho de que necesita dormir.

## Análisis
La novela presenta muchos paralelismos con Mutante (1953), de Henry Kuttner: el rechazo por parte de la sociedad a los que son diferentes y superiores, el agrupamiento de éstos en busca de su propia defensa y el enfrentamiento de los más radicales a la sociedad llegando al límite del enfrentamiento armado. Sin embargo, mientras Mutante especula acerca de los cambios que tendría en la sociedad la aparición de una raza de superhumanos, Mendigos en España especula más bien acerca de economía, de la justicia en el intercambio.
Los insomnes saben de sus ventajas y las aprovechan en búsqueda de la excelencia, búsqueda que, según algunos principios económicos planteados en la novela, constituye casi un acto moral; por el bien de la sociedad, cada individuo debe dar lo mejor de sí. Según estos mismos principios, los intercambios deben ser justos y mutuamente beneficiosos para ambas partes. Un intercambio en el que uno de los dos no sea beneficiado es un intercambio inmoral, un acto de parasitismo del débil hacia el fuerte.
De esta forma, y según estos principios que, para los insomnes son base de su moralidad, éstos tratan de evitar la colaboración con el resto de la sociedad más allá de los intercambios en los que ambos resultan beneficiados. Pero es que debido a la propia existencia de los insomnes (superiores en muchos aspectos), segmentos enteros de la sociedad han quedado en desventaja: sufren paro, marginación y viven de la caridad del Estado. Los insomnes rechazan esta situación y tratan de evitar colaborar con un estado que beneficia a quienes lo parasitan, a costa del esfuerzo de los más productivos.
La novela especula también acerca de la aparente contradicción existente entre la posibilidad de igualdad y esta búsqueda de excelencia. Si hay seres humanos con capacidades superiores, habrá otros que estén muy por debajo y que no puedan ofrecer nada a los primeros. La búsqueda de excelencia es incompatible con la igualdad entre los hombres.

## Premios y nominaciones

### Obtenidos
- 1992: Premio Nébula a la mejor novela corta de 1991 (para la novela corta original).
- 1992: Premio SF Chronicle a mejor novela corta (para la novela corta original).
- 1992: Premio Hugo a la mejor novela corta (para la novela corta original).
- 1992: Premio Imaginaire a mejor novela extranjera (para la novela corta original).
- 1992: Asimov's Readers' Poll a mejor novela corta (para la novela corta original).

### Finalista
- 1992: Premio Locus a la mejor novela corta (2º puesto, para la novela corta original).
- 1995: Premio Hugo a la mejor novela (para el texto ampliado).
- 1995: Premio Nébula a la mejor novela de 1994 (para el texto ampliado).